# Ай (місто)
Ай – невелике містечко у графстві Саффолк, розташоване на березі річки Дав.

## Пам’ятки

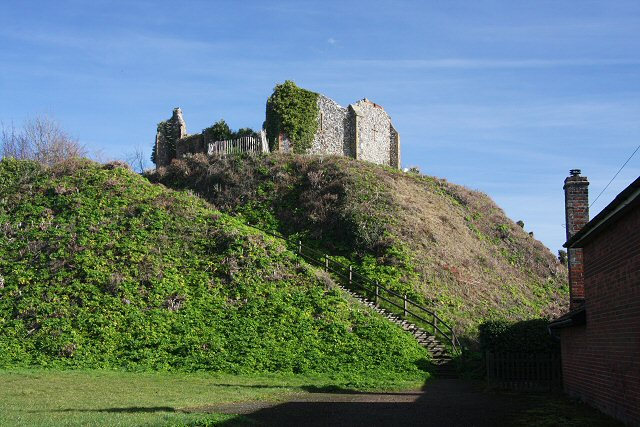
Замок Ай
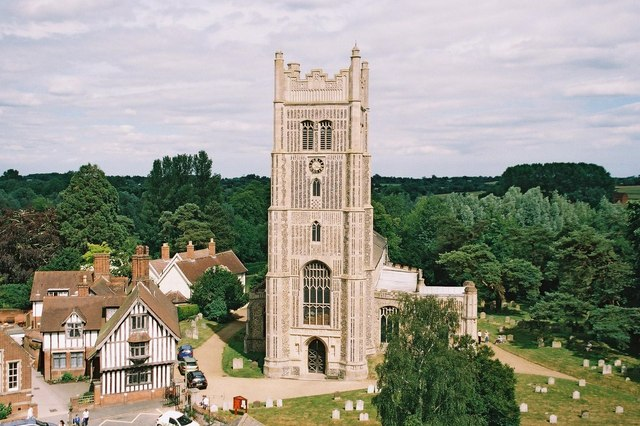
Церква святих Петра й Павла
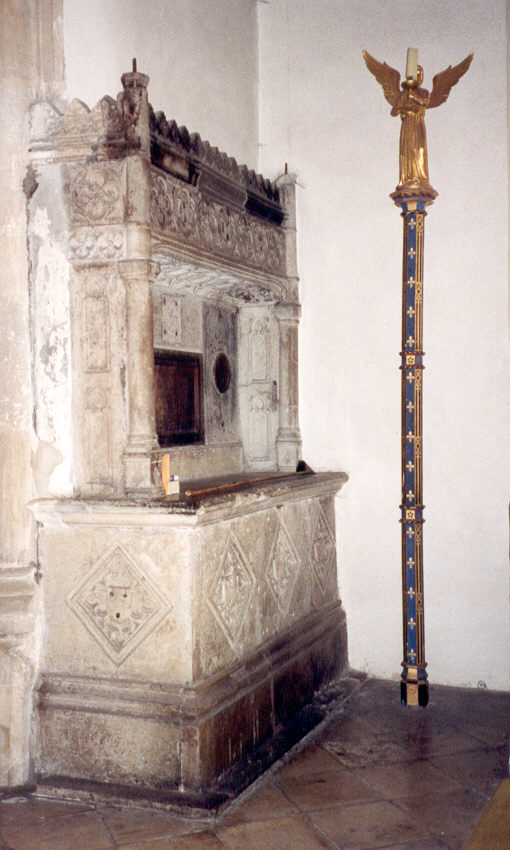
Гробниця Вільяма Гоннінга

## Видатні мешканці
- Сер Фредерік Ештон (1904-1988) - хореограф Королівського Балету.
- Дженет Фрейм (1924-2004) – новозеландська письменниця, проживала в містечку у 1963-64 роках.
- Тут народився актор Брайан Кепрон.